# Білоцерківське повстання міщан 1589
Білоцерківське повстання міського населення (1589) — збройний виступ білоцерківських міщан проти київського воєводи князя В. К. Острозького і місцевої шляхти.
У 1589 році міщани Білої Церкви, здобувши королівський привілей на магдебурзьке право, оголосили себе вільними від феодальної залежності. Острозький, у володінні якого була Біла Церква, не визнав привілею, і білоцерківці повстали проти нього. Князь звернувся до короля по допомогу. Сигізмунд III скасував привілей на магдебурзьке право і прислав у Білу Церкву свого посланця, вимагаючи від міщан повної покори Острозькому. Але білоцерківці не скорилися. Повстання ширилося, набувши рис анти-шляхетського виступу. Мобілізувавши військовиків Київського воєводства, князь придушив Білоцерківське повстання і скарав на смерть його ватажків.